# Gérard Orth
Pour les articles homonymes, voir Orth.
Gérard Orth, né le 7 février 1936 à Paris où il est mort le 4 septembre 2023,, est un virologiste français, directeur de recherche émérite au CNRS, professeur honoraire à l’Institut Pasteur.
Gérard Orth consacre ses travaux à l'étude du rôle des virus dans la genèse de cancers humains. Ses recherches portent sur les papillomavirus, leur association à des tumeurs bénignes ainsi qu'à des cancers de la peau et du col de l'utérus. Il est membre de l'Académie des sciences et de l'Académie vétérinaire de France.

## Biographie
Gérard Orth est diplômé de l'École nationale vétérinaire d'Alfort (1959), de l'Institut Pasteur (1960) et de la faculté des sciences de Paris (1963-1964). 
Ses activités scientifiques se sont déroulées à l'Institut Gustave-Roussy (IGR), à Villejuif, dans le laboratoire de Claude Paoletti (1962-1979), puis à l'Institut Pasteur (IP), Paris (1980-aujourd’hui).
Il a été chercheur statutaire à l'INRA (1963-1965), au CNRS (1966-2001), à l’Institut Pasteur (1992-2003 ; chercheur invité depuis 2004). Il a dirigé plusieurs laboratoires : Unité de recherche sur l’étiologie virale des cancers humains, IGR (1975-1979) ; Unité des papillomavirus, IP (1980-2003) ; Unité 190 Inserm (1977-2000). Chef du Département de Virologie, IP (1991-1996, 2001-2003).

## Travaux scientifiques
Gérard Orth a consacré ses travaux au rôle des papillomavirus (PV) dans la genèse des tumeurs bénignes ainsi que des cancers de la peau et du col de l'utérus en prenant pour modèles l’épidermodysplasie verruciforme (EV), une maladie autosomique récessive cutanée rare, associée un risque élevé de carcinomes cutanés (en collaboration avec Stefania Jablonska),, et les verrues et les cancers cutanés induits par un PV chez le lapin,,. Nombreuses contributions originales à la connaissance de la pluralité des PV humains infectant la peau,,, et les muqueuses , de leur biologie, de leur pouvoir pathogène ou de leur potentiel oncogène,,,,,,,,,,,,,,, à la compréhension des mécanismes et des facteurs mis en jeu dans l’expression des propriétés biologiques des PV ,,,,, en particulier, les facteurs génétiques,,,,,, et à la prévention des maladies associées.  A coordonné avec Philippe Sansonetti la rédaction d’un rapport de l’Académie des sciences sur la maîtrise de maladies infectieuses, dans le contexte du concept « Une santé, une médecine », et celle d’un rapport de l’Académie vétérinaire de France sur la recherche dans les Écoles nationales vétérinaires .

## Honneurs et distinctions
- Prix Delahautemaison de la Fondation pour la recherche médicale (1979).
- Prix Antoine Lacassagne de la Ligue nationale contre le cancer (1982).
- Prix Rosen de la Fondation pour la recherche médicale (1982).
- Médaille d’argent du CNRS (1983).
- Prix Robert-Koch (de) (1985).
- Prix Henry et Mary-Jane Mitjavile de l'Académie nationale de médecine (1988).
- Medal of Honor, International Agency for Research on Cancer (1993).
- Prix Léopold-Griffuel (1997).
- Membre élu de l'Academia Europaea (1995[30]), de l'Académie vétérinaire de France (2003[31]) et de l'Académie des Sciences, correspondant (1996), titulaire (2004[3]).
- Membre associé étranger de l'Académie polonaise des sciences (1997[32]).
- Chevalier de la Légion d’honneur (1996).
- Officier dans l’ordre du Mérite (2012).